# 2002 au Belize
Chronologie du Belize
- 1998
- 1999
- 2000
- 2001
- 2002
- 2003
- 2004
- 2005
- 2006

Cet article présente les faits marquants de l'année 2002 au Belize.

## Gouvernement
- Monarque : Élisabeth II
- Gouverneur général : Colville Young
- Premier ministre : Said Musa
- Vice-Premier ministre : Johnny Briceño
- Ministre du Budget : Ralph Fonseca[1]
- Ministre de l'Intérieur : Maxwell Samuels (en)
- Ministre de l'Immigration : Maxwell Samuels (en) puis Assad Shoman (en)[1]
- Ministre des Affaires étrangères : Assad Shoman (en)[2]
- Ministre de l'Agriculture : Dan Silva (en)
- Ministre du Travail : Valdemar Castillo (en)
- Ministre des Travaux publics : Henry Canton puis Juan Vildo Marin (en)
- Ministre du Développement humain, des Femmes et de la Société civile : Dolores Balderamos-García (en)
- Ministre du Tourisme : Mark Espat
- Ministre de l'Information et de la Radiodiffusion : Mark Espat
- Ministre des Communications, des Transports et des Services publics : Maxwell Samuels (en)
- Chef de l'opposition : Dean Barrow

## Statistiques
- D'après les chiffres, les métiers ayant le plus d'accident du travail au Belize sont les métiers liés à la construction et à l'industrie sucrière[3].
- Pour l'année 2002, un rapport sur la pauvreté au Belize annonce que 33 % de la population est pauvre et 13,4 % très pauvre (n'arrive pas à se nourrir). Les personnes les plus touchées sont les Béliziens en milieu rural et ceux d'origine Mayas[4].

## Évènements

### Non daté
- Ouverture du Musée du Belize dans l'ancienne prison du pays.
- Début des travaux de construction du Barrage Chalillo[5].
- Création de plusieurs sites protégés :
  - Parc national du Gra Gra Lagoon[6]
  - Sanctuaire de la vie sauvage de Spanish Creek[7]
- la Belize Natural Energy commence ses prospections pour chercher du pétrole au Belize[8]. Cette même année, le gouvernement octroie des concessions pour le forage en mer[9].

### Janvier
- x

### Février
- 1er au 7 février : le Canada envoie des fournitures de secours par avion pour aider après le passage de l’ouragan Iris (octobre 2001)[10].
- 3 au 5 février : réunion des chefs de gouvernement de la Communauté caribéenne à Belize City[11].
- 6 février : Jubilé d'or d'Élisabeth II.

### Mars
- 11 mars : verdict du Comité judiciaire du Conseil privé dans l'affaire Reyes v R rendant la peine de mort obligatoire inconstitutionnelle[12].

### Avril
- x

### Mai
- x

### Juin
- Saison cyclonique 2002 dans l'océan Atlantique nord
- 20 juin : d'importantes pluies provoquent des inondations dans la moitié sud du pays[13].
- 24 juin : un incendiaire met le feu à la Cathédrale Saint-Jean-Baptiste de Belize City (en). Les dégâts sont limités alors que le bâtiment avait été entièrement restauré 6 mois plus tôt[14].
- 28 juin : six soldats de la Royal Gurkha Rifles sont condamnés pour meurtre, une première dans l'histoire du Régiment. Ils avaient battu un enfant de 14 ans, fils d'un homme d'affaires bélizien à la sortie d'un bar en mai 2001. Malgré son transfert dans un hôpital de Floride, le jeune est mort après un court coma[15].

### Juillet
- x

### Août
- la gestion de la Prison centrale du Belize, seule prison du pays, est confiée à la Kolbe Foundation, organisation non gouvernementale. Le travail principal de la Fondation sera la réinsertion[16],[17].
- 4 août : cambriolage au Ministère de l'Agriculture. Plusieurs objets électroniques ont été volés[18].
- 5 août : séminaire sur la prévention des accidents du travail réunissant plusieurs ministres du travail d'Amérique Centrale, des Caraïbes et des États-Unis[3].
- 7 août : démission du ministre de l'Intérieur et de l'immigration Maxwell Samuels (en) en raison d'une polémique liée à l'immigration (vente illégale d'un grand nombre de passeports bélizéens). La crise entraîne un remaniement partiel du Cabinet du Premier Ministre. Après cela, Maxwell Samuels prend la tête du ministère des Communications, des Transports et des Services publics[19].
- 8 août : rappel de Moises Cal, ambassadeur du Belize au Guatemala après un « faux pas politique »[2].
- 13 août : visite de You Si-kun (en), président du Parlement taïwanais[20],[21].

### Septembre
- 2 septembre : ouverture du Bishop Martin High School (en), lycée catholique à Orange Walk Town.
- 18 septembre : signature d'un accord mettant fin au différend territorial entre le Belize et le Guatemala[22]. L'acceptation définitive de cet accord doit être confirmé par référendum national[23].
- 21 septembre : Fête nationale.

### Octobre
- x

### Novembre
- x

### Décembre
- x

## Sport
- Fondation de l'équipe de football New Site Erei (en).

## Publications
- (en) Gay Alden Wilentz, Memories, Dreams and Nightmares : A Short Story Anthology by Belizean Women Writers (Anthologie), Cubola Productions, coll. « Belize Writers Series », 2002 (ISBN 978-9768161031)[24]

## Décès
- 26 janvier : Thomas Green, constructeur de doris, herboriste et guide touristique, personnalité de la vie économique du district de Cayo[25].
- 31 janvier : Bernice Hulse, première femme bélizienne à obtenir un diplôme en médecine et elle a lutté pour l'éradication de la tuberculose dans son pays[26],[27].
- 24 août : Karl Tillett, écrivain et homme d'affaires[28].